# Habrotrocha mediocris
Habrotrocha mediocris är en hjuldjursart som beskrevs av Donner 1951. Habrotrocha mediocris ingår i släktet Habrotrocha och familjen Habrotrochidae. Inga underarter finns listade i Catalogue of Life.